# Jekaterina Duncowa
Jekaterina Siergiejewna Duncowa (ros. Екатерина Сергеевна Дунцова; ur. 24 kwietnia 1983 w Krasnojarsku) – rosyjska polityk i dziennikarka. Rozpoczęła karierę jako dziennikarka i od 2019 do 2022 roku była członkinią dumy miejskiej Rżewa.
6 listopada 2023 r. Duncowa ogłosiła zamiar kandydowania na urząd prezydenta Rosji w wyborach prezydenckich w Rosji w 2024 r. jako niezależna kandydatka z ramienia platformy antywojennej. W grudniu 2023 jej dokumenty zostały odrzucone przez Centralną Komisję Wyborczą.

## Biografia
Duncowa urodziła się w Krasnojarsku. 
W 1995 r. przeprowadziła się do Rżewa w Obwodzie twerskim, gdzie ukończyła szkołę średnią.
Karierę dziennikarską rozpoczęła w 2003 roku, przez rok pracowała w miejskiej telewizji Rżew, a następnie przez kilka lat była kierownikiem szkolnego studia telewizyjnego. Wspólnie z mężem założyła niezależną firmę telewizyjną RiT, która zajmowała się przede wszystkim problemami gminnymi, takimi jak mieszkalnictwo, usługi komunalne, bezprawie urzędników i przestępczość.
31 maja 2024 została wpisana na listę agentów zagranicy. Nieco później próbowała założyć własną partię, Rasswiet (z ros. świt), jednakże Ministerstwo Sprawiedliwości odmówiło jej rejestracji.